# SynBioSys
SynBioSys of Synbiosys (voluit: Syntaxonomisch Biologisch Systeem) is een digitaal kennissysteem omtrent de vegetatiekunde. Gegevens uit de Landelijke Vegetatie Databank kunnen worden gecombineerd op het niveau van plantengemeenschap en landschap met behulp van bepaalde classificatiesystemen. Ook de integratie van GIS-data is onderdeel van het systeem.
Het systeem is eerst opgezet voor Nederland, maar inmiddels zijn er ook varianten voor Europa en voor Zuid-Afrika (SynBioSys Fynbos).
SynBioSys is ontwikkeld door Alterra, onderdeel van Wageningen University & Research. Het project staat onder leiding van Joop Schaminée en Stephan Hennekens.